# 群體動力遊戲
群體動力遊戲（英語：Group-dynamic game）是體驗教育的活動，以遊戲方式進行，幫助人們學習認識自己、建立人際關係。其中可能會有一些內容和群体动力学或社会心理学，以及团体的組成有關。
群體動力遊戲中包括了以下幾種人際關係，因此也可以視為是人際關係的綜合體：
- 個人和個人之間的關係
- 個人和團體之間的關係
- 團體和團體之間的關係

群體動力遊戲一般是因為特定目的而設計，目的可能是進一步的个人发展、品格建立、品格培養及團隊合作，透過群體動力活動來進行。群體的帶領者可能是遊戲的帶領者，也有可能是由群體中產生。帶領者以及遊戲規則也可能在過程中調整。
有些遊戲需要較大的空間、特殊的物品或是工具，也可能需要安靜，或是其他遊戲前或遊戲後的配合活動。遊戲也可能需要因為參與者的特質（例如年幼、年長、行動不便、需特殊協助）而進行調整。
群體動力遊戲已用在衝突解決、愤怒管理及團隊建立等領域中，另外也會用在藥物康復及戲劇治療等場合裡。

## 類型
- 劇作藝術
- 以冒險為基礎的活動
- 破冰活動
- 聚会游戏
- 心理戲劇（英语：Psycho-drama）
- 角色扮演游戏
- 團隊建立（英语：team building）遊戲
- 信任建立遊戲（Trust-building game）：以建立信任為目的的遊戲，例如信心倒下（英语：Trust fall）。
- 雙贏遊戲（或是合作類遊戲）
- 團康遊戲

## 群體問題解決活動
有許多的活動會提出一個群體要解決的問題或是挑戰。有些問題可能和成員的多樣性以及背景知識有關，有相關知識的可以比較快找到答案（Trivia, Wuzzles），有些則需要群體中的成員都提供資訊或是想法，靠大家合作來解決問題。有些問題可能簡單，有些則是較複雜的問題。